# Kyoko Iwasaki
Kyoko Iwasaki  (Japans: 岩崎 恭子, Iwasaki Kyōko) (Numazu, 21 juli 1978) is een Japans zwemster. 

## Biografie
Iwasaki won op veertienjarige leeftijde tijdens de Olympische Zomerspelen 1992 de gouden medaille op de 200m schoolslag.

## Internationale toernooien
| Jaar | Olympische Spelen                                            | Pan Pac                                |
| ---- | ------------------------------------------------------------ | -------------------------------------- |
| 1992 | 13e 100m schoolslag · 200m schoolslag · 7e 4x100m schoolslag |                                        |
| 1993 |                                                              | 11e 100m schoolslag 5e 200m schoolslag |
| 1994 |                                                              |                                        |
| 1995 |                                                              | 8e 100m schoolslag 6e 200m schoolslag  |
| 1996 | 22e 100m schoolslag 9e 200m schoolslag                       |                                        |

1924: Lucy Morton ·
1928: Hilde Schrader ·
1932: Clare Dennis ·
1936: Hideko Maehata ·
1948: Nel van Vliet ·
1952: Éva Székely ·
1956: Ursula Happe ·
1960: Anita Lonsbrough ·
1964: Galina Prozoemensjtsjikova ·
1968: Sharon Wichman ·
1972: Beverley Whitfield ·
1976: Marina Kosjevaja ·
1980: Lina Kačiušytė ·
1984: Anne Ottenbrite ·
1988: Silke Hörner ·
1992: Kyoko Iwasaki ·
1996: Penelope Heyns ·
2000: Ágnes Kovács ·
2004: Amanda Beard ·
2008: Rebecca Soni ·
2012: Rebecca Soni ·
2016: Rie Kaneto ·
2020: Tatjana Schoenmaker ·
2024: Kate Douglass
- Bibliotheek van het Japanse parlement: 00622424
- Virtual International Authority File: 254774976